# Schwabhausen (Bayern)
Schwabhausen er en kommune i Landkreis Dachau, i Regierungsbezirk Oberbayern i den tyske delstat Bayern, med godt 6.000 indbyggere.

## Geografi
I Schwabhausen er der følgende landsbyer og bebyggelser:
Schwabhausen, Arnbach, Oberroth, Stetten, Puchschlagen, Rumeltshausen, Machtenstein, Unterhandenzhofen, Sickertshofen,
Rienshofen, Kappelhof, Armetshofen, Rothhof, Lindach, Edenholzhausen og Grub.